# 甜蜜蜜 (瑪麗亞·凱莉歌曲)
〈甜蜜蜜〉（英語：Honey）是美國女歌手瑪麗亞·凱莉在1997年8月發行的單曲，它曾空降告示牌單曲榜榜首並蟬連三週冠軍，成為史上第6首空降冠軍單曲。〈甜蜜蜜〉在全美銷售成為白金單曲，是瑪麗亞·凱莉第12首全美冠軍單曲。

## 歌曲介紹

### 單曲簡介
〈甜蜜蜜〉最早收錄於瑪麗亞·凱莉第六張個人錄音室專輯《美麗花蝴蝶》（英語：Butterfly）中，它亦是這張專輯的首支主打單曲。〈甜蜜蜜〉邀來了樂壇當紅的音樂製作人兼歌手吹牛老爹跨刀相助，從詞曲創作到編曲製作都出自他和瑪麗亞·凱莉之手。〈甜蜜蜜〉融合了節奏藍調和嘻哈等元素，而瑪麗亞·凱莉在詮釋這首歌曲時大量使用了氣音，事實上這個時期她的作品已較少出現招牌的海豚音，常以氣音取而代之。

### 音樂影片
〈甜蜜蜜〉的音樂影片十分有象徵性，瑪麗亞·凱莉在其中大秀拳腳功夫、身材、舞蹈和演技，這完全一改她以往帶給人的溫柔形象。由於《美麗花蝴蝶》是她與前夫兼唱片公司總裁湯米·摩托拉（Tommy Mottola）分居後的第一張專輯，〈甜蜜蜜〉音樂影片中的一些劇情被認為影射了瑪麗亞·凱莉在婚姻生活期間的窘境。

### 商業成績
〈甜蜜蜜〉在1997年9月13日空降告示牌單曲榜榜首位置，蟬連三週後才被她的老搭檔大人小孩雙拍檔請下寶座，〈甜蜜蜜〉在單曲榜內共待了20週，單曲銷售突破1百萬張，成為瑪麗亞·凱莉第12首全美冠軍單曲。〈甜蜜蜜〉除了登上單曲榜冠軍，1997年10月18日也登上舞曲榜的冠軍寶座，成為瑪麗亞·凱莉第6首全美冠軍舞曲。在1997年終百大單曲榜中，〈甜蜜蜜〉位居第32名。
〈甜蜜蜜〉在英國單曲榜最高成績為第3名。

## 樂壇紀錄
〈甜蜜蜜〉不僅是告示牌史上第6首空降冠軍的單曲，也是瑪麗亞·凱莉繼〈夢幻〉和〈甜蜜一日〉之後第3首空降冠軍單曲，這使她成為史上擁有最多空降冠軍單曲的紀錄保持人。
此外，〈甜蜜蜜〉為瑪麗亞·凱莉第12首全美冠軍單曲，也讓她超越瑪丹娜和惠妮·休斯頓當時各11首的紀錄，成為擁有最多全美冠軍單曲的女藝人。